# イソシアン酸メチル
イソシアン酸メチル（イソシアンさんメチル、methyl isocyanate）は化学式 C2H3NO で表される、最も構造が単純なイソシアネートであり、各原子は H3C−N=C=O のようにつながっている。イソシアナトメタン、メチルカルビルアミン、 MIC とも呼ばれる。イソシアン酸のメチルエステルとして1888年に発見された。

## 用途
カルバリル、カルボフラン、メソミル、アルジカルブといったカルバメート系農薬の合成中間体である。ゴムや接着剤の生産にも使われる。

## 危険性
非常に毒性が高く、0.4 ppm 程度を吸引、経口摂取、または接触した場合、咳、胸部疾患、呼吸困難、喘息などの症状があらわれ、あるいは眼・鼻・喉・皮膚に損傷を受ける。21 ppm 以上の高濃度にさらされた場合、数時間後に肺水腫、肺気腫、肺出血、気管支炎などが起こる可能性があり、死に至る場合もある。イソシアン酸メチルのにおいが感じられるのは許容濃度の3倍以上からである。
1984年12月にインドで発生したボパール化学工場事故では、約4万キログラム (kg, 40トン (t))のイソシアン酸メチルが住宅街に流出し、15,000人以上が死亡した。ソニーエナジー・デバイスの当時の社名「ソニーエバレディ」変更の契機ともなった。